# Laguna de Bay
Laguna de Bay − największe jezioro na Filipinach. Jest położone na wyspie Luzon pomiędzy prowincjami Laguna i Rizal.
W pobliżu znajduje się zespół miejski stolicy Filipin − Manili.
Na jeziorze rozwinęło się rybołówstwo.
Na jeziorze znajdują się trzy wyspy: Talim, Calamba i Los Baños.
Powierzchnia: 911–949 km²

Głębokość maksymalna: 20 m

Wysokość: 1,8 m n.p.m.